# Cautires sukosarensis
Cautires sukosarensis es una especie de escarabajo perteneciente a la familia Lycidae y subfamilia Lycinae.
La especie fue descrita por primera vez en 2012 por Ladislav Bocák de la Universidad Palacký en ZooKeys. La descripción se basó en tres ejemplares capturados en 1982. El área alrededor de Sukosari en Java Oriental fue identificada como un sitio típico. El epíteto de especie proviene de la localidad tipo.

## Descripción
El escarabajo tiene un cuerpo delgado, aplanado dorsoventralmente y débilmente esclerotizado, de unos 8 mm de largo. El pronoto y la mitad basal de las cubiertas son de color rojo anaranjado, mientras que el resto del cuerpo es de color marrón oscuro o negro. El pronoto y el tegumento están cubiertos de pelo anaranjado. Las antenas de la hembra son muy dentadas, mientras que las del macho tienen antenas cortas y laminares. La cabeza es pequeña y está equipada con ojos compuestos hemisféricos con diámetros de 1,28 veces su separación. El pronoto es 1,39 veces más ancho que el largo y plano. Tiene bordes laterales ligeramente elevados y convexos y ángulos traseros agudos. Una quilla longitudinal atraviesa el centro del tercio frontal del pronoto, luego se divide para formar costillas que bordean la areola central, que llega al borde basal del pronoto. Las cubiertas tienen cuatro nervaduras longitudinales primarias bien desarrolladas y cinco ranuras longitudinales secundarias poco desarrolladas. Además, entre estas ranuras hay costillas transversales densamente espaciadas que dividen la superficie de los párpados en pequeñas células (aréolas). Los genitales masculinos se caracterizan por un pene largo y delgado con su mayor anchura en el centro.
Es un insecto oriental, endémico de Indonesia, conocido únicamente en la provincia de Java Oriental.